# Campionato Italiano Rally Asfalto 2023
Il Campionato Italiano Rally Asfalto 2023 si snoda su un percorso di 7 gare su tutto il territorio nazionale, tutte su fondo asfalto.

## Regolamento
La più grossa novità del 2023 è che non sarà necessaria l’iscrizione al Campionato per poter prendere punteggi; quindi, tutti i partecipanti alla gara sono ammessi ai punti di Campionato.
I rally CIRA dovranno essere fra i 80 km di prove speciali minimo e 100 km di ps massimo con tolleranza su questo valore del 5%. Sarà possibile un utilizzo massimo di 12 pneumatici.
Vediamo in maniera sintetica il regolamento sportivo:
Calendario: 7 appuntamenti: diverse novità come l’entrata del Due Valli e del Bassano.
Punteggio: In base alla classifica generale: 15/12/10/8/6/5/4/3/2/1 moltiplicato per il coefficiente di gara
Conduttori stranieri: saranno considerati trasparenti ai fini del punteggio
Classifica finale di campionato: La classifica finale del Campionato verrà redatta sulla base dei migliori 5 risultati (quindi c’è la possibilità di 2 scarti)
Premi: Euro 40.000 al primo classificato, 20.000 al secondo classificato, 10.000 al terzo classificato e 15.000 al primo Under25 classificato a condizione che partecipi al CIAR Junior 2024.

## Calendario[2]
| Tappa | Data            | Rally                                     | Sede del rally           | Coeff. | Vincitore         |
| ----- | --------------- | ----------------------------------------- | ------------------------ | ------ | ----------------- |
| 1     | 21-22 aprile    | Rally Due Valli                           | Verona                   | 1      | Stefano Albertini |
| 2     | 26-27 maggio    | Rally del Salento                         | Lecce                    | 1,5    | Simone Campedelli |
| 3     | 23-24 giugno    | Rally San Martino di Castrozza e Primiero | San Martino di Castrozza | 1      | Stefano Albertini |
| 4     | 21-22 luglio    | Rally Lana                                | Biella                   | 1      | Stefano Albertini |
| 5     | 3-4 settembre   | Rally Piancavallo                         | Pordenone                | 1      | Andrea Mabelllini |
| 6     | 22-23 settembre | Rally Trofeo Villa d'Este ACI Como        | Como                     | 1      | Corrado Pinzano   |
| 7     | 13-14 ottobre   | Rally Bassano                             | Bassano del Grappa       | 1,5    | Simone Campedelli |